# Bernard Gavoty
Bernard Gavoty (París (França), 2 d'abril, 1908 - Idem. 24 d'octubre, 1981), va ser un organista, musicògraf i crític musical francès.

## Biografia
Després d'haver estat alumne de Louis Vierne, Bernard Gavoty va ingressar al Conservatori de París on va tenir com a companys a la classe d'orgue Denise Launay, Michel Boulnois, Antoine Reboulot, Félicien Wolff i Jean-Jacques Grünenwald, entre d'altres.
Ocupa un lloc molt especial entre els alumnes de Marcel Dupré del Conservatori. En efecte, un orador brillant, dotat d'una elocució perfecta, sabent com manejar la ploma, va donar moltes conferències, en particular per a les Jeunesses musicales de France, i va ser un famós crític musical francès per a Le Figaro sota el pseudònim de Clarendon en referència a el personatge principal de l'obra de Beaumarchais Eugénie. El 1942 va ser nomenat organista titular de l'església de Saint-Louis des Invalides, que havia reconstruït per Beuchet-Debierre el 1955.
A les dècades de 1950 i 1960, va ser freqüentment present a l'únic canal de televisió que entreté els espectadors de música clàssica.
Va ser elegit l'any 1976 com a membre de l'Acadèmia de Belles Arts, on va prendre el relleu de Julien Cain en la secció de membres lliures.
També va ser enginyer agrònom llicenciat per l'INA i viticultor a les Côtes de Provence.